# Yarnbury Castle

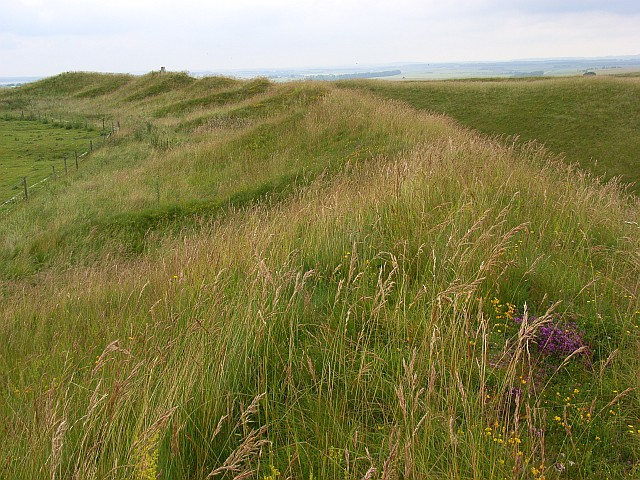
Vue partielle du site

Yarnbury Castle est une colline fortifiée de l'Âge du fer, située près du village de Steeple Langford, dans le Wiltshire, en Angleterre.

## Description
Deux grandes levées herbues parallèles séparent un fossé de 2 ou 3 m de profondeur.